# Plešivec (berg i Tjeckien, Ústí nad Labem)
Plešivec är ett berg i Tjeckien.   Det ligger i regionen Ústí nad Labem, i den norra delen av landet, 90 km norr om huvudstaden Prag. Toppen på Plešivec är 596 meter över havet, eller 105 meter över den omgivande terrängen. Bredden vid basen är 2,4 km.
Terrängen runt Plešivec är kuperad åt sydost, men åt nordväst är den platt.Runt Plešivec är det ganska glesbefolkat, med 48 invånare per kvadratkilometer. Närmaste större samhälle är Varnsdorf, 8,9 km nordost om Plešivec. I omgivningarna runt Plešivec växer i huvudsak blandskog.